# Rallus longirostris coryi
Rallus longirostris coryi is een ondersoort van de klapperral uit de familie van rallen.

## Verspreiding
De soort komt voor in de Bahama's.